# Бела-Виста-ду-Арагуая
Бела-Виста-ду-Арагуая (порт. Bela Vista do Araguaia)  —  муниципалитет в Бразилии, входит в штат Пара. Составная часть мезорегиона Юго-восток штата Пара. Входит в экономико-статистический  микрорегион Консейсан-ду-Арагуая. Население составляет 884 человека на 2003 год. Занимает площадь 435 6км². Плотность населения - 2,03 чел./км².

## Статистика
- Индекс развития человеческого потенциала на 2000 составляет 0,621 (данные: Программа развития ООН).